# 雅弗理论
雅弗理论（俄语：яфетическая теория）是一个由苏联语言学家尼古拉·马尔提出的理论，理论声称高加索地区的南高加索语系与中东地区的闪米特语族相关。该理论由于意识形态的原因曾在苏联语言学家当中获得欢迎，该理论被认为是“无产阶级的科学”而不是“资产阶级的科学”。